# П'єр Кром
П'єр Кром (англ. Pierre Crom) — французький фотограф.
Одна з його фотографій була обрана журналом Time серед 100 найкращих фотографій 2022 року.

## Життєпис
Кром народився у Франції. У 1987 році переїхав до Нідерландів, де навчався в Королівській академії мистецтв у Гаазі. Працює фотожурналістом-фрілансером з 2000 року, в тому числі в Африці та на Близькому Сході.
У січні 2015 року він отримав «Срібну камеру» — приз, який щорічно присуджується за найкращу новинну фотографію — за серію фотографій з місця катастрофи літака рейсу 17 Малайзійських авіаліній (MH17) 17 липня 2014 року. Під час катастрофи літака він перебував в Україні, а через кілька годин був одним з перших, хто прибув на місце аварії. Він робив репортажі для таких програм, як Nieuwsuur. Протягом кількох тижнів після катастрофи і після повернення в район у жовтні 2014 року він фотографував для ANP і вів щоденник для NRC Handelsblad.